# 草凪瑞穗
草凪瑞穗（1979年2月3日—）（日語：草凪みずほ），東立譯名為MIZUHO KUSANAGI，日本漫畫家。熊本縣出身。
2002年，以作品《御神兄弟がゆく!?》获得第27回白泉社雅典娜新人大赏优秀新人赏。
代表作为2009年在漫画杂志《花与梦（花とゆめ）》上开始连载的《晨曦公主（暁のヨナ）》。此作品于2014年TV动画化。

## 作品
- 好學生的心得、全2冊、原名
- 夢幻螺旋、全2冊、原名
- 遊戲風潮、全2冊、原名
- NG Life、全9冊、原名《NGライフ（日语：NGライフ）》
- 晨曦公主、46冊待續、原名

## 外部連結
- （日語）http://yaplog.jp/sanaginonaka/ （页面存档备份，存于）
- 草凪瑞穗的X（前Twitter）
- （日語）
- （日語）
- （日語）
- （日語）
- （日語）